# Saint-Agnan-de-Cernières
Saint-Agnan-de-Cernières é uma comuna francesa na região administrativa da Normandia, no departamento de Eure. Estende-se por uma área de 7,29 km². Em 2010 a comuna tinha 165 habitantes (densidade: 22,6 hab./km²).